# Berghauptmannschaft Clausthal
| Berghauptmannschaft Clausthal        | Berghauptmannschaft Clausthal |
| ------------------------------------ | ----------------------------- |
| Sitz                                 | Clausthal                     |
| Bestandszeitraum                     | 1816–1868                     |
| Fläche                               | 591 km² (1867)                |
| Einwohner                            | 32.854 (1867)                 |
| Bevölkerungsdichte                   | 56 Einw./km² (1867)           |
| Berghauptmannschaft Clausthal (1859) |                               |

Die Berghauptmannschaft Clausthal war im 19. Jahrhundert ein Verwaltungsbezirk des Königreichs Hannover. An ihrer Spitze stand ein Berghauptmann. Der Hauptort und Behördensitz war die damalige Stadt Clausthal.

## Geschichte
Zur Verwaltung des Königreichs Hannover wurden 1816 sechs Mittelbehörden gebildet, die zunächst Provinzialregierung und ab 1823 Landdrostei hießen. Wegen der besonderen Bedeutung des Oberharzer Bergbaus wurde daneben im Oberharz eine siebte Mittelbehörde errichtet, die zunächst Berghauptmannschaft am Oberharz und ab 1823 Berghauptmannschaft Clausthal
hieß. 1842 kam das Amt Elbingerode, das bis dahin der Landdrostei Hildesheim angehört hatte, hinzu.
Nachdem das Königreich Hannover 1866 von Preußen annektiert worden war, wurde 1868 die Berghauptmannschaft Clausthal als Verwaltungsbezirk aufgelöst. Seine beiden Ämter Elbingerode und Zellerfeld wurden der Landdrostei Hildesheim unterstellt.

## Berghauptmänner
Der Berghauptmann war der höchste Beamte der Berghauptmannschaft.
- 1816–1825: Franz von Meding (1765–1849)
- 1825–1836: Friedrich Otto Burchard von Reden (1769–1836)
- 1836–1846: Julius Albert (als Oberbergrat mit Obersten-Rang) (1787–1846)
- 1847–1859: Gerlach von dem Knesebeck (1808–1859)
- 1859–1867: Karl August von Linsingen (1803–1899)

## Verwaltungsgliederung
Der Berghauptmannschaft Clausthal unterstanden anfänglich die sieben Bergstädte Altenau, St. Andreasberg, Clausthal, Grund, Lautenthal, Wildemann und Zellerfeld, das Berg- und Forstamt Clausthal, das Unterbergamt St. Andreasberg sowie die gemeinsam mit dem Herzogtum Braunschweig verwaltete Kommunion Unterharz. 1842 kam das Amt Elbingerode, das bis dahin der Landdrostei Hildesheim angehört hatte, hinzu. Nach verschiedenen Verwaltungs- und Gebietsreformen bestanden 1852 in der Berghauptmannschaft Clausthal die beiden selbstständigen Städte Clausthal und Zellerfeld sowie drei Ämter:

### Amt St. Andreasberg
Zum Amt St. Andreasberg gehörten 1852 die Bergstadt St. Andreasberg sowie die Orte Lonau, Lonauerhammerhütte und Sieber. 1859 wurde das Amt aufgelöst und dem Amt Zellerfeld einverleibt.

### Amt Elbingerode
Das Amt Elbingerode gehörte erst seit 1842 zur Berghauptmannschaft Clausthal. Zum Amt gehörten unter anderem die Stadt Elbingerode (Harz) sowie die Gemeinden Königshof, Rothehütte und  Elend. 1885 ging das Amt Elbingerode im neuen preußischen Kreis Ilfeld auf.

### Amt Zellerfeld
Zum Amt Zellerfeld gehörten 1852 die Bergstädte Altenau, Grund, Lautenthal und Wildemann sowie unter anderem die Orte Bockswiese, Lerbach, Kamschlacken, Riefensbeek, Schulenberg und Hahnenklee. Bis 1859 traten die Städte Clausthal und Zellerfeld sowie die Orte des aufgelösten Amtes St. Andreasberg hinzu.  1885 wurde aus dem vergrößerten Amt Zellerfeld der preußische Kreis Zellerfeld gebildet.